# Leopold IV d'Anhalt
Leopold IV d'Anhalt (Dessau 1794 - 1871) va ser un duc d'Anhalt que unificà tots els territoris històrics d'Anhalt en un únic ducat amb capital a la ciutat de Dessau.
Nascut el dia 1 d'octubre de l'any 1794 a la ciutat de Dessau, fill del prínceu hereu Frederic d'Anhalt-Dessau i de la landgravina Amàlia de Hessen-Homburg. Leopold era net per via paterna del duc Leopold III d'Anhalt-Dessau i de la marcgravina Lluïsa Enriqueta de Brandenburg-Schwedt; i per via materna, del landgravi Frederic V de Hessen-Homburg i de landgravina Carolina de Hessen-Darmstadt.
El dia 18 d'abril de l'any 1818 contragué matrimoni a Berlín amb la princesa Frederica de Prússia, filla del príncep Lluís de Prússia i de la duquessa Frederica de Mecklenburg-Strelitz. La parella tingué 
- SA la princesa Augusta d'Anhalt, nada el 1819 a Dessau i morta el 1822 a Dessau.

- SA la princesa Frederica d'Anhalt, nada el 1824 a Dessau i morta el 1897 a Hummelshain. Es casà a Dessau el 1853 amb el duc Ernest I de Saxònia-Altenburg.

- SAR el duc Frederic I d'Anhalt, nat a Dessau el 1831 i mort a Ballenstedt el 1904. Es casà amb la princesa Antonieta de Saxònia-Altenburg.

- SA la princesa Maria Anna d'Anhalt, nada el 1837 a Dessau i morta el 1906 a Friederichroda. Es casà el 1854 a Berlín amb el príncep Frederic Carles de Prússia.

L'any 1863, després que totes les branques de les diferents famílies que havien regnat des de l'Edat Mitjana els petits principats formats en el territori d'Anhalt s'extingissin, el duc Leopold IV esdevingué duc d'Anhalt reunificant el territori històric i establint la capital a Dessau.
L'any 1864 arran de l'inici de les hostilitats entre Àustria i Prússia pels ducats danesos i la posterior guerra austroprussiana, es posà al costat de Prússia, la qual cosa li permeté mantenir la sobirania del Ducat d'Anhalt.
El duc Leopold IV d'Anhalt morí el 22 de maig de l'any 1871 a la ciutat de Dessau.